# Stoły (hala)

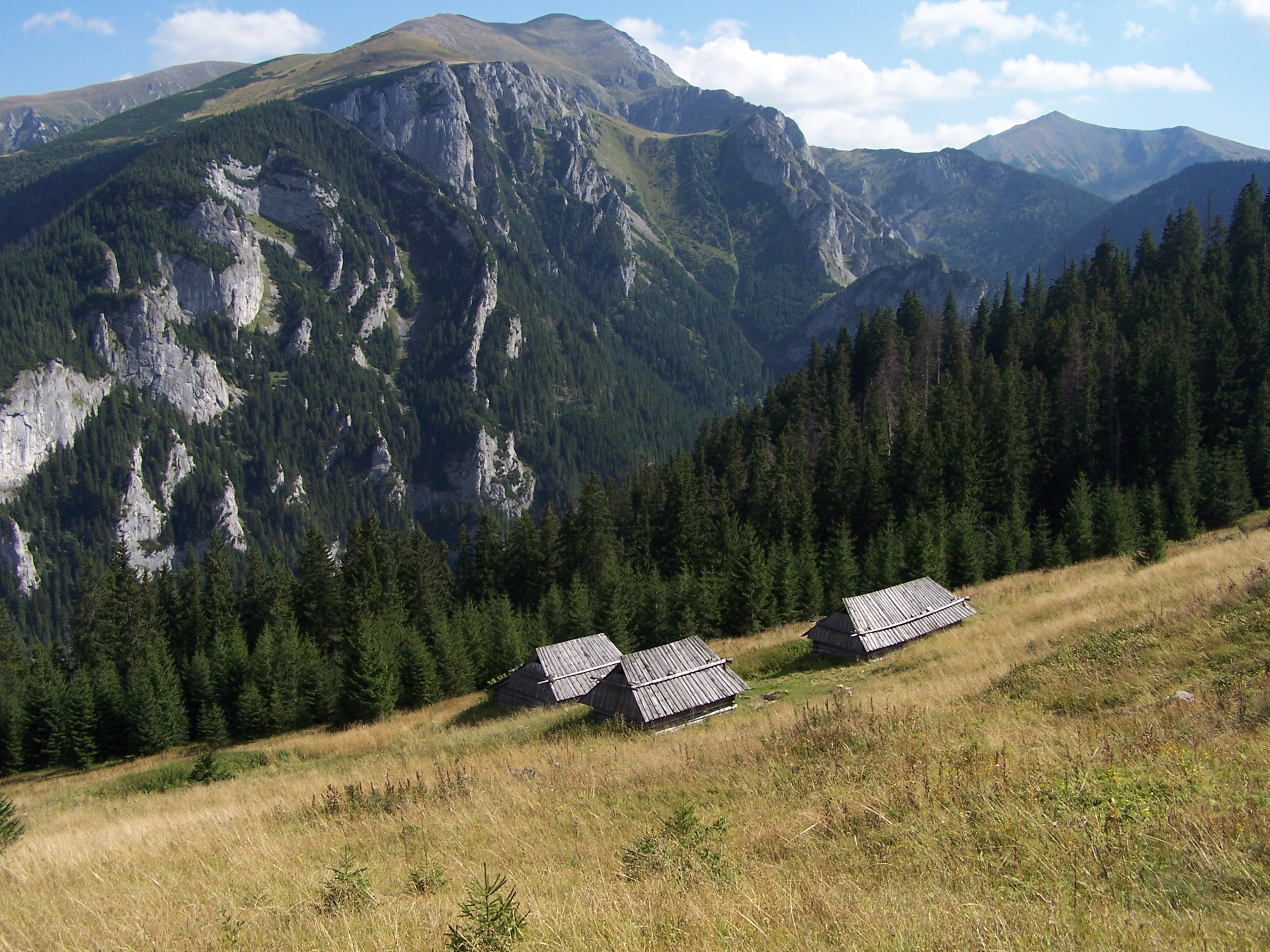
Hala Stoły, w tle Ciemniak i Krzesanica

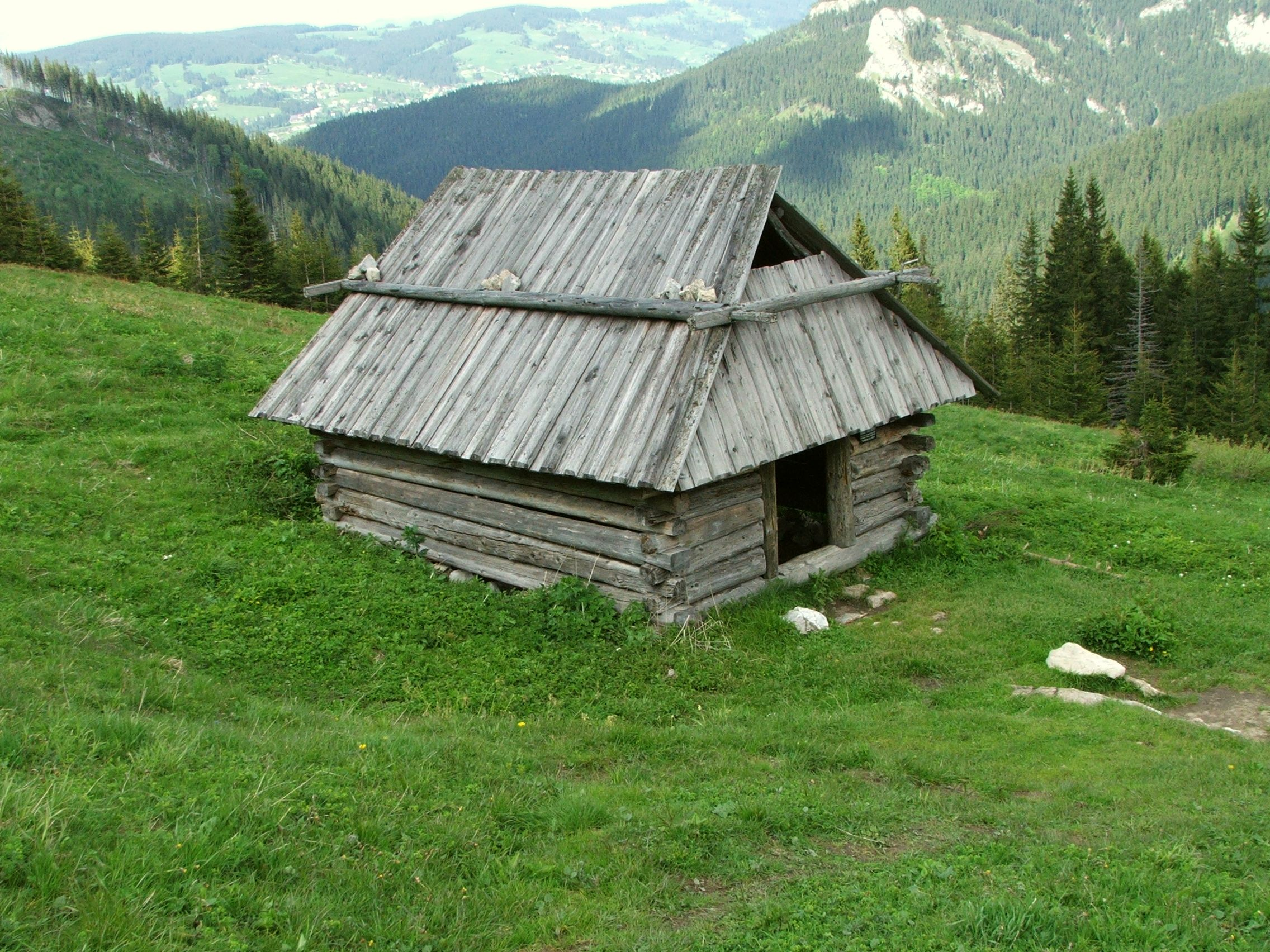
Szałas na Polanie na Stołach

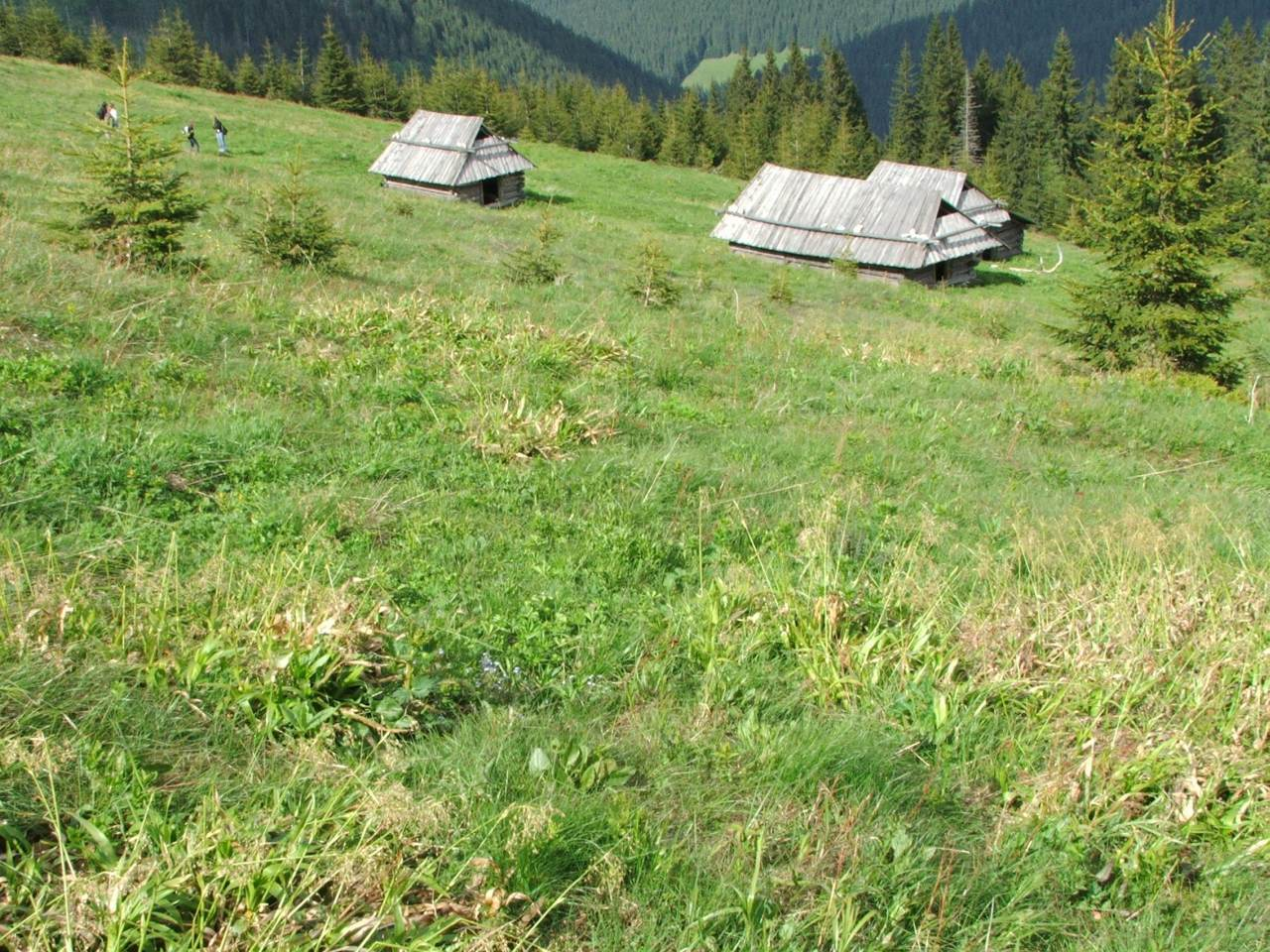
Tereny dawnej Hali Stoły

Stoły, także Hala na Stołach lub Hala Stoły – wysokogórska hala pasterska leżąca na Stołach – niewielkim, wapiennym masywie górskim w Tatrach Zachodnich, nad Doliną Kościeliską. Położona jest na grzbiecie oraz wschodnim, stromym stoku, na średniej wysokości 1340 m n.p.m. W jej skład wchodziła Niżnia oraz Wyżnia Polana na Stołach. Cały obszar hali wynosił 36,5 ha, w tym pastwiska stanowiły tylko 6,5 ha, reszta to halizny, płaty kosodrzewiny, nieużytki i młody las. Na Wyżniej Polanie znajdowało się kilkanaście szałasów (obecnie pozostały tylko trzy, wpisane do rejestru zabytków) o niskich zrębach, z charakterystycznymi dachami, zabezpieczonymi przed silnymi wichurami za pomocą specjalnych wiaternic – ram drewnianych leżących na dachu i obciążonych kamieniami. Jeden szałas znajdował się również na Niżniej Polanie.
Hala pozbawiona była wody, a porost trawy był na niej słaby. Na wapiennych skałach Stołów i Kominiarskiego Wierchu znajdują się siedliska roślinności alpejskiej.
W jednym z szałasów ukrywał się przed zakopiańską placówką Armii Krajowej przywódca Goralenvolk – Wacław Krzeptowski.
Z obydwu polan roztaczają się rozległe widoki na Hruby Regiel, Czerwone Wierchy i Giewont. Z Wyżniej Polany prowadzi nieznakowana ścieżka na Suchy Wierch (10 min) – dawniej dostępna dla turystów, obecnie wyłączona z ruchu turystycznego.

## Szlaki turystyczne
– niebieski szlak turystyczny z Doliny Kościeliskiej. Wejście na niego znajduje się tuż obok Bramy Kraszewskiego, naprzeciwko Lodowego Źródła. Odległość 2 km, różnica wzniesień 460 m. Po drodze mijamy niewielką polanę Niżnie Stoły. Jest to pierwszy znakowany szlak turystyczny w Tatrach Zachodnich, wyznaczony jeszcze w 1892 r. przez Mieczysława Karłowicza. Czas przejścia: 1:10 h, ↓ 55 min
Z uwagi na szkody powstałe 25 i 26 grudnia 2013 roku wskutek orkanu „Ksawery”, szlak został do odwołania zamknięty dla ruchu turystycznego. Otwarto go ponownie, po blisko dwuletnim remoncie, 2 listopada 2015 roku.